# Cobrança de falta

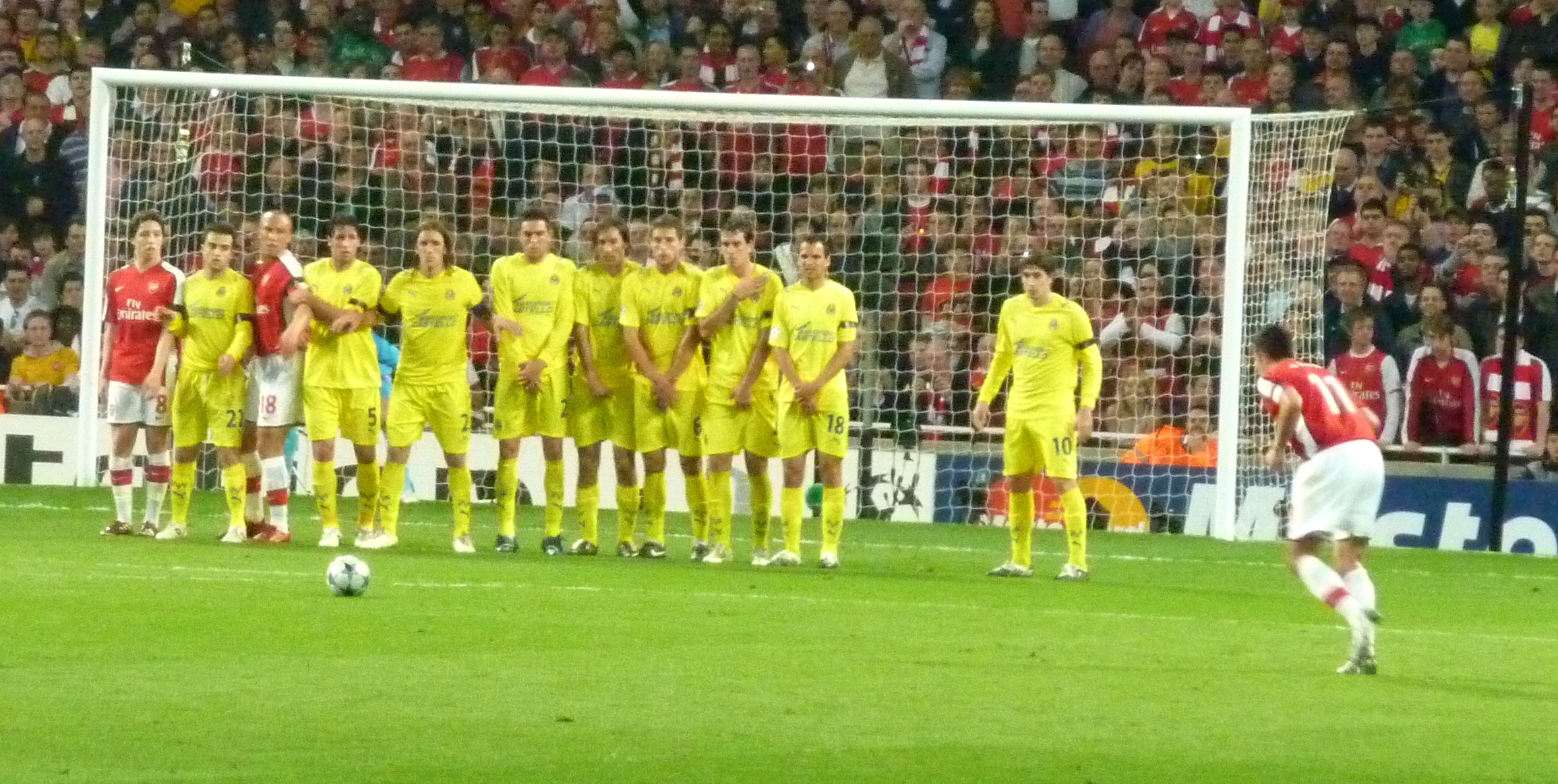
O Atacante van Persie em cobrança de falta direta contra o Villareal.

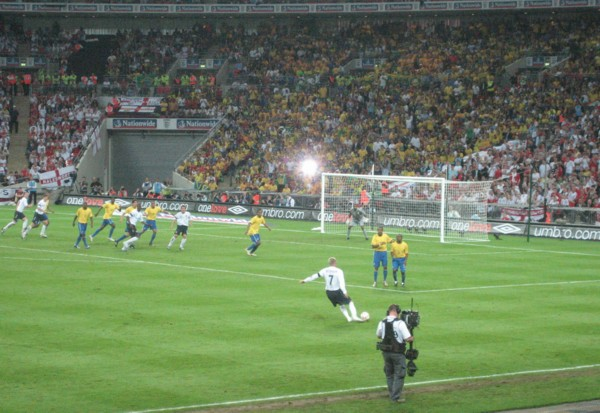
David Beckham, em ação pela Seleção Inglesa lançando a bola para a área da Seleção Brasileira.

Num jogo de futebol,  a cobrança de falta é o momento onde o árbitro identifica a falta próxima a grande área, e assim determina a cobrança. Normalmente existem dois tipos de cobranças de faltas: o lançamento para a área, onde o cobrador lança a bola na área para que outro jogador cabeceie ou chute para fazer o gol; e a cobrança direta, onde o atleta chuta a bola para fazer o gol diretamente, seja por cima da barreira ou no canto onde o goleiro está posicionado.
A regra da cobrança de falta foi introduzida em 1886 pelo código de Sheffield e mais tarde oficializada pelo International Football Association Board.
As regras oficiais do futebol não preveem a barreira que protege o gol quando da cobrança da falta. Segundo o jornalista e pesquisador de futebol Celso Unzelte "o máximo que a Fifa diz é que nenhum jogador pode ficar a menos de 9,14 metros de distância da bola quando ocorre uma infração. Os jogadores é que decidiram que a melhor forma de guardar a meta era formar um bloco compacto em frente à bola". Atualmente, os juízes usam um spray para ajudar no respeito à regra.

## Cobradores
A cobrança de falta normalmente é cobrada por algum jogador pré-determinado pelo treinador, que possui a habilidade para o arremate desse tipo. Geralmente os jogadores de meio-campo são escolhidos para essa função, mas jogadores de linha de posições defensivas, como Roberto Carlos (lateral), Ronald Koeman (zagueiro) e Fernando Hierro (zagueiro ou volante), e mesmo goleiros, como Rogério Ceni e o paraguaio José Luis Chilavert, também foram destaque neste tipo de gol.
Alguns dos grandes cobradores de faltas são os jogadores David Beckham, Roberto Baggio, Andrea Pirlo, Rogério Ceni, Juninho Pernambucano, Ronaldinho Gaúcho, Marcos Assunção, Renato Abreu, Paulo Baier, José Ferreira Neto, Marcelinho Carioca, Zico, Cristiano Ronaldo e Lionel Messi.[carece de fontes?] Ronaldinho ajudou a popularizar o chute por debaixo da barreira.

## A ciência na cobrança de falta
Apesar do atleta só precisar da sua intuição e habilidade com os pés, a ciência pode utilizar de modelos teóricos para explicar a trajetória de uma bola chutada. Alguns modelos que podem ser utilizados é o Aristotélico, Galileano, Newtoniano e Einsteiniano. 
Para Aristóteles, a trajetória da bola seria uma linha reta e que depois cairia imediatamente. Pois para ele, a bola contendo os elementos mais pesados, e estes por terem a tendência de se repousar no centro da Terra, logo após o chute, ela iria cair.  
Já Galileu, diria que após o chute do cobrador, caso não haja interferência externa (vento, ou até um atacante/zagueiro que a cabeceia), a bola seguiria a trajetória de uma parábola perfeita. 
Para Newton, a bola depois de ser chutada, sentiria apenas a influência da força de atração gravitacional (que é sempre uma força voltada para o centro da Terra), e iria percorrer um movimento parabólico. 
E para finalizar, Einstein diria que a trajetória da bola é provocada por conta da distorção do espaço provocada pela massa da Terra. 
A ciência é feita de modelos, cada qual possuindo um escopo maior de explicação. Mas independente disso, é sempre bonito ver um gol de falta.